# Sakhalin Korean Broadcasting
Sakhalin Korean Broadcasting è un'emittente televisiva russa, dedita ai coreani che risiedono nell'isola di Sachalin, i cosiddetti coreani di Sachalin.

## Storia
Fondata nell'agosto 1956 con il nome Hangug Ladio Bangsong-Gug, è inizialmente nata come emittente radiofonica, ovvero ciò che è stata fino al 7 gennaio 2009. Nel 1991 il nome è stato cambiato in Sakhalin Korean Broadcasting; mentre il 15 agosto 2004 è iniziata la trasmissione televisiva.